# Odysee
Az Odysee egy amerikai decentralizált videómegosztó platform, amely az LBRY blokkláncra épül. A nagy videomegosztó oldalak (például a YouTube) alternatívájaként pozicionálja magát, de a szólásszabadságra és a decentralizációra helyezi a hangsúlyt.
A platform lehetővé teszi a felhasználók számára videók feltöltését, megosztását és bevételszerzését kriptovalután keresztül, miközben a tartalom állandóságát egy peer-to-peer hálózaton keresztül fenntartja.

## Történelem
Az oldalt 2020-ban alapította Julian Chandra. 2024 júniusában a Forward Research megvásárolta. Az akvizíció azután történt, hogy az Odysee korábbi anyavállalata, az LBRY 2023 júliusában pert vesztett az Egyesült Államok Értékpapír- és Tőzsdefelügyeletével szemben.